# Sinfonia n. 41 (Mozart)

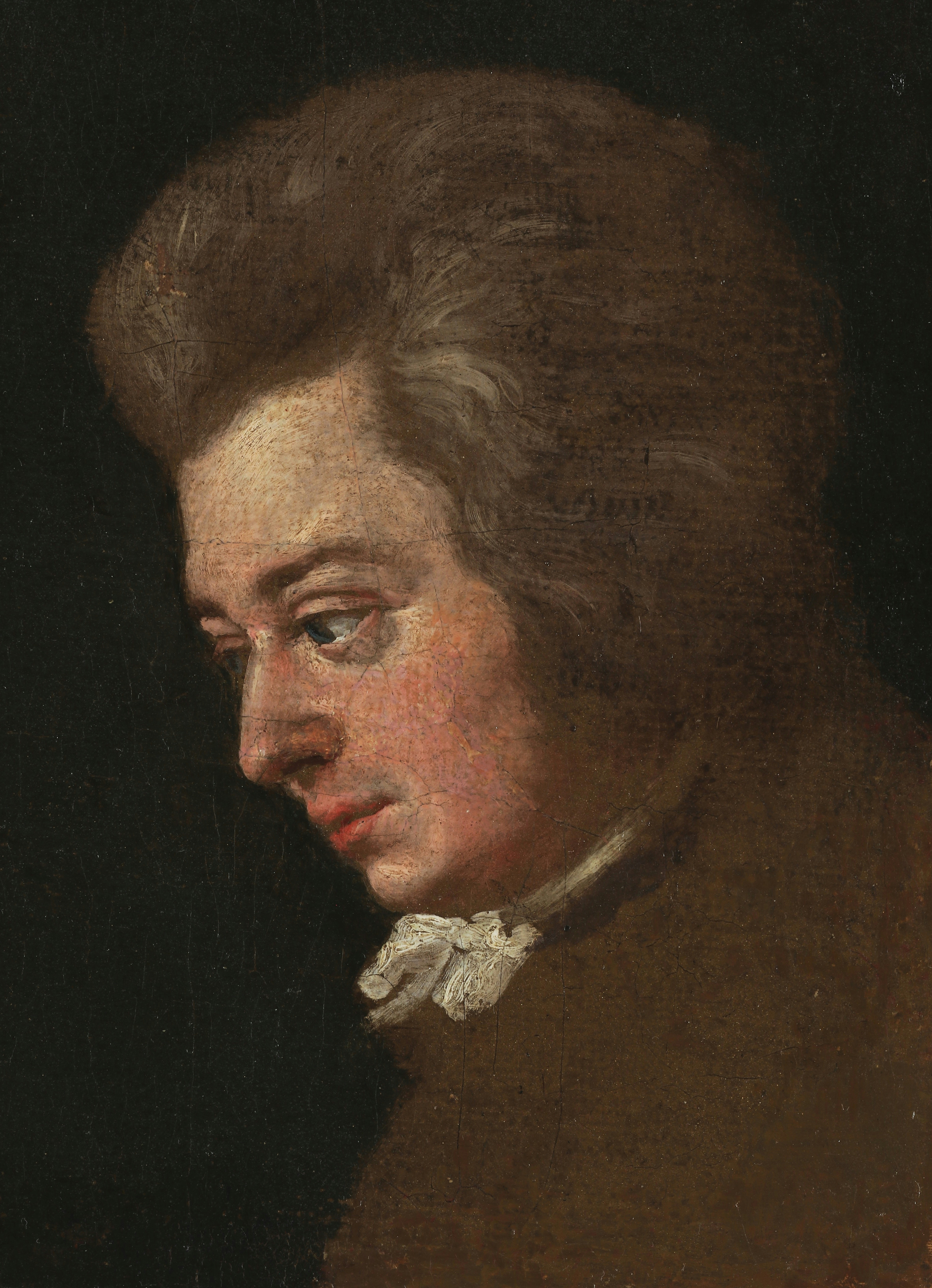
Wolfgang Amadeus Mozart ritratto nel 1783 dal cognato Joseph Lange.

La sinfonia n. 41 in Do maggiore K 551, conosciuta anche come  sinfonia Jupiter, è l'ultima sinfonia composta da Wolfgang Amadeus Mozart. Si tratta dell'ultima di tre sinfonie (le altre sono la n. 39 e la n. 40) scritte in rapida successione durante l'estate del 1788. L'epiteto Jupiter non le fu dato dal compositore, ma le venne assegnato dal violinista e impresario Johann Peter Salomon.

## Storia

### Composizione
La data di completamento della sinfonia n. 41 è nota con esattezza perché Mozart, durante gli anni della sua maturità, tenne un catalogo completo delle proprie opere, nel quale inserì questa composizione il 10 agosto 1788. Si trattò, per Mozart, di un periodo eccezionalmente creativo, durante il quale completò anche le sinfonie n. 39 e n. 40, rispettivamente il 26 giugno e il 25 luglio. La partitura autografa è attualmente conservata nella Biblioteca di Stato di Berlino ed è consultabile online.
Altre opere più o meno contemporanee includono i trii per pianoforte, violino e violoncello in Mi maggiore K 542 e in Do maggiore K 548, la sonata per pianoforte n 16 in Do maggiore K 545 e la sonata per pianoforte e violino in Fa maggiore K 547. Nikolaus Harnoncourt ipotizzò che Mozart avesse composto le sinfonie n. 39. 40 e 41 come un'opera unitaria sottolineando, fra le altre cose, che la sinfonia n. 41 non ha un'introduzione lenta (a differenza della n. 39), ma ha un finale monumentale, e che la n. 40, in quanto opera centrale, è priva di introduzione e di finale grandioso.
Non è chiaro per quale scopo venne composta. Durante i suoi anni giovanili, quando risiedeva ancora a Salisburgo, la creazione di nuove sinfonie era stata un'attività a cui Mozart, per soddisfare richieste legate a commissioni nobiliari o a occasioni celebrative, si era dedicato con assiduità. Con il suo trasferimento a Vienna, avvenuto nel 1781, vennero meno i rapporti con la corte arcivescovile e con la nobiltà di Salisburgo e, perciò, la composizione di nuove sinfonie vide una netta diminuzione. La popolarità di Mozart a Vienna attraversava periodi di alti e bassi e il suo sostentamento si basava essenzialmente su lezioni private e su accademie per sottoscrizione, cioè su concerti destinati a raccogliere fondi a beneficio dei compositori.
Le rappresentazioni del Don Giovanni al Burgtheater di Vienna, iniziate il 7 maggio 1788, non riscossero il successo travolgente che avevano invece avuto a Praga, dove l'opera aveva esordito il 29 ottobre 1787, peggiorando ulteriormente la situazione finanziaria del compositore. A partire dal biennio 1786-87, infatti, Mozart aveva iniziato ad avere crescenti problemi economici: le sue entrate erano diminuite di circa un terzo rispetto al 1784, per poi calare ulteriormente nel 1788 e nel 1789. Il compositore, oltre agli umori altalenanti del pubblico viennese, scontò anche l'effetto di una congiuntura internazionale sfavorevole: la guerra russo-turca, che si stava combattendo in quegli anni fra l'Impero russo e l'Impero ottomano, ebbe ripercussioni anche sulla vita musicale viennese fra il 1788 e il 1791 portando, fra l'altro, a una drastica diminuzione generale dell'attività concertistica.
Per far fronte alle difficoltà economiche Mozart fu costretto a intensificare la sua attività con la realizzazione di nuovi brani destinati o all'insegnamento, o ad occasioni contingenti. Secondo i musicologi Otto Erich Deutsch e Maynard Solomon, Mozart stava preparando tre accademie per sottoscrizione che si sarebbero tenute al Trattnerhof o in una nuova struttura sulla Spiegelgasse di Vienna, di proprietà di un tale Philipp Otto, e le nuove sinfonie n. 39, 40 e 41 dovevano essere state composte per questo scopo. Mozart inviò anche due biglietti-omaggio per questi concerti ad un suo amico, Michael von Puchberg, ma dalle fonti documentali non è possibile stabilire con certezza se, poi, questi concerti ebbero effettivamente luogo oppure no.

### Prima esecuzione e pubblicazione
Diversi musicologi, in passato, ipotizzarono che Mozart non avesse mai sentito eseguire la sua sinfonia n. 41. Studi moderni, invece, dimostrano come questa congettura sia improbabile. Fra il 1788 e la morte di Mozart, avvenuta nel 1791, vennero infatti tenuti numerosi concerti con musiche di Mozart dei quali sono sopravvissute copie dei programmi, i quali annunciano l'esecuzione di una sinfonia non identificata. Fra questi:
- Dresda, 14 aprile 1789, durante il viaggio verso Berlino di Mozart.
- Lipsia, 12 maggio 1789, durante lo stesso viaggio.
- Francoforte, 15 ottobre 1790.

La prima edizione della sinfonia n. 41 fu stampata a Offenbach nel 1794 dall'editore Johann André, che ne pubblicò le parti separate. La partitura completa fu pubblicata a Londra nel 1807 dall'editore Cianchettini & Sperati con il titolo A Compleat Collection of Haydn, Mozart and Beethoven's Symphonies, in Score. Most Respectfully Dedicated by Permission to H. R. H. the Prince of Wales. Breitkopf & Härtel, successivamente, la stampò a Lipsia con il titolo Wolfgang Amadeus Mozarts Werke, Serie VIII, No. 41. L'epiteto Jupiter, con il suo rimando mitologico a Giove, non fu dato dal compositore ma, secondo Franz Xaver Mozart, figlio di Wolfgang Amadeus, fu assegnato dal violinista e impresario tedesco Johann Peter Salomon allo scopo di evidenziare il carattere grandioso e divino che contraddistingue quest'ultima composizione sinfonica di Mozart.
Il titolo Sinfonia Jupiter apparve per la prima volta il 20 ottobre 1819 nel programma dell'Edinburgh Music Festival e il 26 marzo 1821 nel programma della Royal Philharmonic Orchestra di Londra. Nel giugno 1822 il corrispondente londinese dell'Allgemeine musikalische Zeitung scrisse che: «Il terzo (concerto) del 25 marzo [...] è iniziato con la sinfonia in Do maggiore di Mozart, qui così popolare e conosciuta con il nome di Giove».  Nel 1822 fu pubblicato un arrangiamento per pianoforte di Muzio Clementi della sinfonia intitolato "Giove", sulla cui copertina era raffigurato il dio in trono sopra le nuvole, con fulmini tra le mani. Tuttavia, un collegamento con Giove venne fatto dall'Allgemeine musikalische Zeitunganche anche in una recensione della sinfonia n. 40 del 1º maggio 1805.

## Strumentazione
La partitura è scritta per un'orchestra composta da:
- Archi: violino 1° e 2°, viola, violoncello e contrabbasso.
- Fiati: un flauto, due oboi e due fagotti.
- Ottoni: due trombe in Do e due corni in Do.
- Percussioni: timpani in Do e in Sol.

## Struttura e analisi
Sono presenti quattro movimenti, coerentemente con i canoni  del classicismo.
1. Allegro vivace, in Do maggiore, tempo 4/4.
2. Andante cantabile, in Fa maggiore, tempo 2/4.
3. Minuetto: Allegretto - Trio, in Do maggiore, tempo 3/4.
4. Molto allegro, in Do maggiore, tempo 2/2.

Con questo lavoro Mozart portò a compimento una totale revisione del genere sinfonico. I movimenti diventarono, dopo alternanze, definitivamente quattro, la struttura della composizione venne rivista e ampliata, in particolare nell'utilizzo dei temi, e anche la durata complessiva fu aumentata.

### Allegro vivace
Come nella sinfonia n. 40, anche qui non è presente un'introduzione lenta. Un attacco iniziale deciso definisce l'atmosfera irruenta dell'Allegro vivace, ma con più interposizioni di temi lasciati quasi interamente ai violini. In questo primo movimento sono presenti elementi tematici molto diversi fra loro: una marcia festosa, un tema cantabile di gusto galante e, prima della conclusione della parte espositiva, la citazione scherzosa della melodia di un'arietta buffa (la strofa Voi siete un po' tondo, mio caro Pompeo tratta da Un bacio di mano K 541), composta da Mozart solo tre mesi prima per il basso Francesco Albertarelli, interprete viennese del Don Giovanni, come aria sostitutiva per l'opera Le gelosie fortunate di Pasquale Anfossi. Il motivo fatuo e garbato viene però qui utilizzato per una scrittura ben più complessa nel fugato finale, creando in tal modo una fusione decisamente innovativa fra la leggerezza dell'opera buffa e la serietà contrappuntistica. Di seguito, l'incipit del movimento:

### Andante cantabile
L'Andante cantabile, in Fa maggiore, è caratterizzato da grande lirismo e inizia sommessamente con una prima melodia serena espressa dagli archi. Il secondo tema si presenta più concitato, in tonalità di Do minore, e interagisce con il primo prendendo poi interamente campo. Lo sviluppo assume toni più drammatici, che nella coda finale si tingono di rassegnazione. Di seguito, l'incipit del movimento:

### Minuetto: Allegretto - Trio
Nel terzo movimento, il minuetto non presenta solo parvenza di danza ma, pur nella sua formulazione aggraziata, assume una scrittura solenne sostenuta da un complesso contrappunto. Il trio, con l'entrata di trombe e timpani, rivela un aspetto marziale a piena orchestra che preannuncia il grandioso movimento finale. Di seguito, gli incipit del minuetto e del trio:

### Molto allegro
Con l'ultimo movimento, il colossale Molto allegro, Mozart utilizzò in modo magistrale il contrappunto creando una grandiosa fuga che si fonde in struttura perfetta con la forma-sonata. Questi due aspetti, apparentemente contrastanti, danno origine, con lo sviluppo di cinque temi diversi presenti nella sezione, a un virtuosismo compositivo che conduce l'imponente costruzione polifonica ai vertici dello stile classico. Di seguito, l'incipit del movimento: